# Urera
Urera är ett släkte av nässelväxter. Urera ingår i familjen nässelväxter.

## Bildgalleri

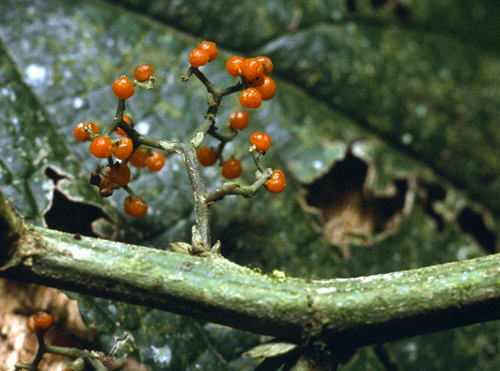
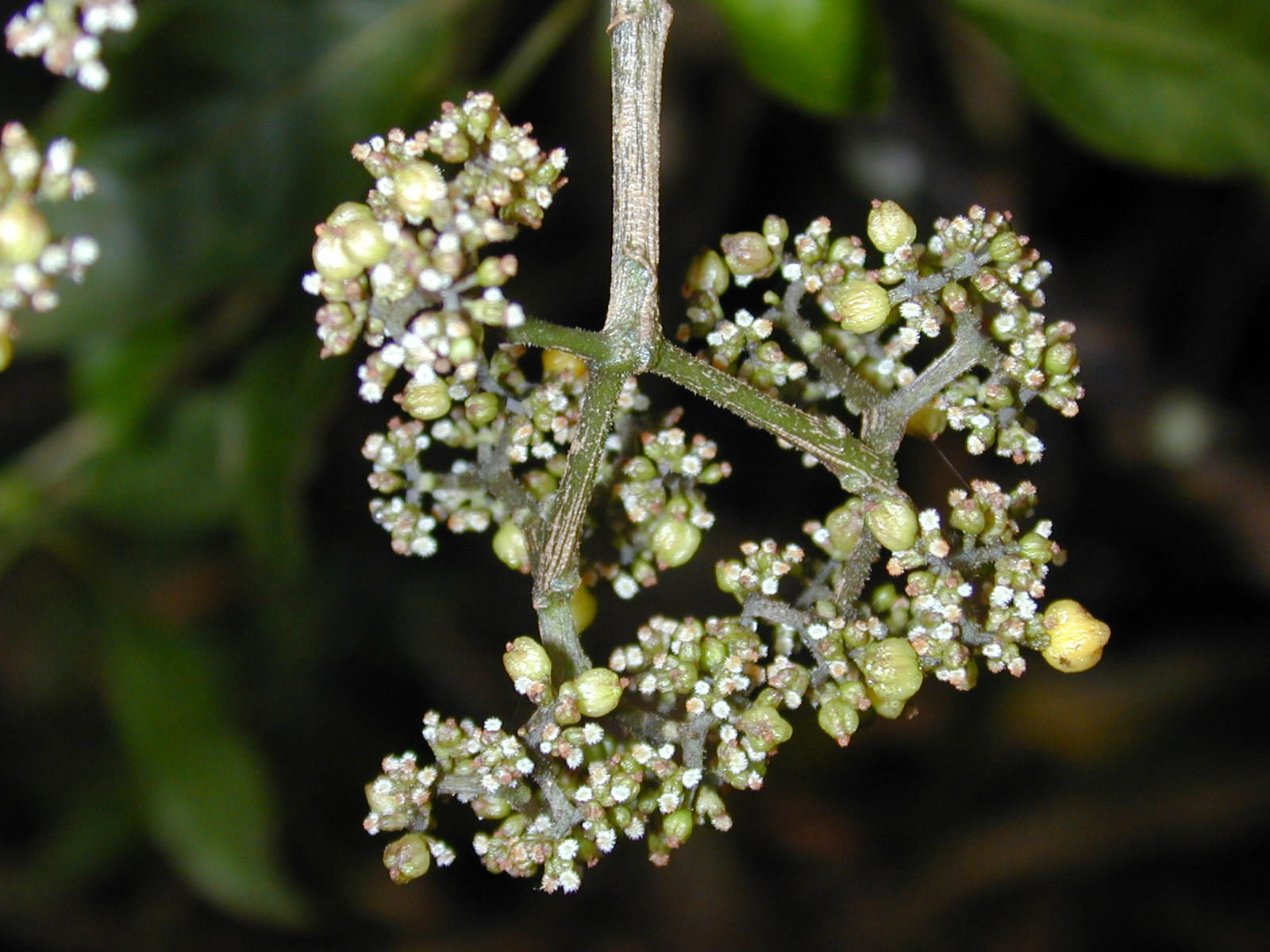

## Dottertaxa tillUrera, i alfabetisk ordning[1]
- Urera acuminata
- Urera altissima
- Urera aurantiaca
- Urera baccifera
- Urera batesii
- Urera boliviensis
- Urera capitata
- Urera caracasana
- Urera chlorocarpa
- Urera corallina
- Urera cordifolia
- Urera cuneata
- Urera domingensis
- Urera eggersii
- Urera elata
- Urera expansa
- Urera fenestrata
- Urera filiformis
- Urera flamigniana
- Urera glabra
- Urera glabriuscula
- Urera gravenreuthii
- Urera guanacastensis
- Urera hypselodendron
- Urera kaalae
- Urera keayi
- Urera laciniata
- Urera lianoides
- Urera lobulata
- Urera mannii
- Urera martiniana
- Urera nitida
- Urera oblongifolia
- Urera obovata
- Urera ovatifolia
- Urera pacifica
- Urera repens
- Urera rigida
- Urera robusta
- Urera sansibarica
- Urera simplex
- Urera sinuata
- Urera talbotii
- Urera thonneri
- Urera trinervis
- Urera verrucosa